# Nannophlebia lorquini
Nannophlebia lorquini – gatunek ważki z rodziny ważkowatych (Libellulidae). Endemit Moluków; stwierdzony na wyspach Bacan, Halmahera, Ambon i Seram.